# Gloria in excelsis Deo

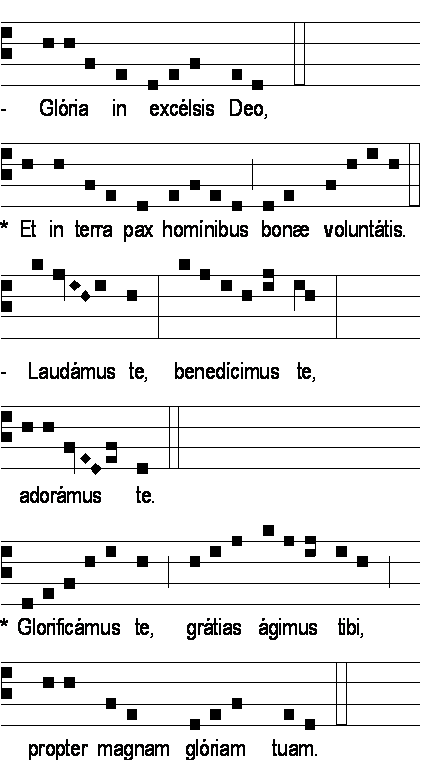
Gloria V (из Liber usualis)

Gloria in excelsis Deo (с лат. — «слава в вышних Богу»), также Глория — древний христианский богослужебный гимн, доксология, входящая в состав католической мессы латинского обряда и англиканской литургии. Латинский текст Глории — перевод греческого оригинального текста. В византийском обряде, принятом в православии и у грекокатоликов, Глория является началом Великого славословия.
Назван по первым словам. Первый стих гимна — «слава в вышних Богу и на земле мир людям [Его] благоволения» (Δόξα ἐν ὑψίστοις Θεῷ, καὶ ἐπὶ γῆς εἰρήνη, ἐν ἀνθρώποις εὐδοκία) — представляет собой ангельскую песню, прозвучавшую во время поклонения пастухов и приведённую во второй главе Евангелия от Луки. По этой причине Глорию (в католической традиции) называют «ангельским гимном» (hymnus angelicus).

## История
Гимн исполнялся на христианских богослужениях с глубокой древности. Согласно Liber Pontificalis первым его ввёл в состав латинской литургии в 126 году папа Телесфор, повелевший исполнять его на каждом рождественском богослужении. По тому же источнику папа Симмах в начале VI века сделал его обязательным элементом воскресной мессы. В Апостольских постановлениях IV века гимн назван «Утренней молитвой», причём приведённая форма гимна лишь незначительно отличается от современной. Текст Глории также присутствует в Александрийском кодексе V века и ряде других документов той эпохи.
К концу XI века установилась традиция исполнять гимн также и на праздничных богослужениях. Сначала «Слава в вышних Богу» произносилась только епископами, затем также и священниками, с XI века в пении гимна стал участвовать и приход.

## Богослужебное использование
У католиков Глория исполняется во время начальных обрядов мессы после обряда покаяния (Confiteor) и Kyrie и перед коллектой. Глория звучит лишь на воскресных и праздничных богослужениях. Также гимн не исполняется в период Великого поста и Адвента. Глория входит в состав богослужения Великого четверга, когда она исполняется в сопровождении органа и колокольного звона, после чего музыкальные инструменты и колокола не используются до богослужения навечерия Пасхи, когда «Слава в вышних Богу» вновь звучит под звон колоколов.

## Музыка и текст
В отличие от католических гимнов, где для каждой строфы текста используется, за редкими исключениями, одна и та же мелодия (например, Ave maris stella, Veni creator Spiritus), каждый стих Глории распевается на собственную мелодию (стихи, начинающиеся одинаково, как Qui tollis или Domine Deus, содержат одинаковые мелодические инципиты). Таким образом, в целом текстомузыкальную форму Глории можно описать как сквозную композицию.
Глория лишена какой-либо орнаментики и по способу распева текста больше похожа на распев псалма, чем на мелодически пышные формы григорианского хорала, как градуалы мессы или большие респонсории утрени. Силлабика, отсутствие орнаментики, сквозное развёртывание мелодии — всё это свидетельствует об архаике сохранившихся распевов Глории.
Глория — ординарный (неизменно возобновляющийся) текст мессы. В стандартных обиходных певческих книгах католиков (например, Liber usualis) напевы Глории вместе с другими частями ординария скомпонованы в 18 месс, каждая из которых рекомендуется к исполнению в определённые периоды литургического календаря, для пения в Пасху, праздников 1 класса (торжеств), для апостольских, богородичных праздников. Ссылки на ту или иную Глорию (как и другие части ординария: Kyrie, Credo) иногда обозначают сокращённо, только номером, например, Gloria I.

## Текст
| Δόξα ἐν ὑψίστοις Θεῷ καὶ ἐπὶ γῆς εἰρήνη ἐν ἀνθρώποις εὐδοκία. Ὑμνοῦμέν σε. Εὐλογοῦμέν σε. Προσκυνοῦμέν σε. Δοξολογοῦμέν σε. Εὐχαριστοῦμέν σοι, διὰ τὴν μεγάλην σου δόξαν. Κύριε ὁ Θεός, Βασιλεῦ ἐπουράνιε, Θεέ ὁ Πάτερ παντοκράτορ. Κύριε Υἱὲ μονογενές, Ἰησοῦ Χριστέ. Κύριε ὁ Θεός, ὁ ἀμνὸς τοῦ Θεοῦ, ὁ Υἱός τοῦ Πατρός. Ὡ αἴρων τὴν ἁμαρτίαν τοῦ κόσμου, ἐλέησον ἡμᾶς. Ὡ αἴρων τὰς ἁμαρτίας τοῦ κόσμου, πρόσδεξαι τὴν δέησιν ἡμῶν. Ὡ καθήμενος ἐν δεξιᾷ τοῦ Πατρός, ἐλέησον ἡμᾶς. Ὅτι σὺ εἶ μόνος Ἅγιος. Σὺ εἶ μόνος Κύριος, Ἰησοῦς Χριστός. Με το Ἅγιο Πνεῦμα, εἰς δόξαν Θεοῦ Πατρός. Ἀμήν. | Gloria in excelsis Deo et in terra pax hominibus bonae voluntatis. Laudamus te. Benedicimus te. Adoramus te. Glorificamus te. Gratias agimus tibi propter magnam gloriam tuam, Domine Deus, Rex caelestis, Deus Pater omnipotens. Domine Fili unigenite, Jesu Christe. Domine Deus, Agnus Dei, Filius Patris. Qui tollis peccata mundi, miserere nobis. Qui tollis peccata mundi, suscipe deprecationem nostram. Qui sedes ad dexteram Patris, miserere nobis. Quoniam tu solus Sanctus. Tu solus Dominus, Tu solus Altissimus, Jesu Christe. Cum Sancto Spiritu in gloria Dei Patris. Amen. |

| Сла́ва въ вы́шнихъ бг҃ꙋ, и҆ на землѝ ми́ръ, въ человѣ́цѣхъ бл҃говоле́нїе. Хва́лимъ тѧ̀. Бл҃гослови́мъ тѧ̀. Кла́нѧемъ ти сѧ. Славосло́вимъ тѧ̀. Бл҃годари́мъ тѧ̀ вели́кїѧ ра́ди сла́вы твоеѧ̀. Гдⷭ҇и бж҃е, цр҃ю̀ нбⷭ҇ный, бж҃е ѻ҆́ч҃е вседержи́телю. Гдⷭ҇и сн҃е є҆диноро́дный, і҆и҃се хрⷭ҇тѐ. Гдⷭ҇и бж҃е, а҆́гнче бж҃їй, сн҃е ѻ҆ч҃ь. Взе́млѧй грѣ́хъ мі́ра, поми́лꙋй на́съ. Взе́млѧй грѣхѝ мі́ра, прїимѝ мл҃твꙋ на́шꙋ. Сѣдѧ́й ѡ҃деснꙋ́ю ѻ҆ц҃а̀, поми́лꙋй на́съ. Ꙗ҆́кѡ ты̀ є҆сѝ є҆ди́нъ свѧ́тъ, ты̀ є҆сѝ є҆ди́нъ гдⷭ҇ь, і҆и҃съ хрⷭ҇то́съ, Со ст҃ы́мъ дх҃омъ, во сла́вꙋ бг҃а ѻ҆ц҃а̀, а҆ми́нь. | 1. Слава в вышних Богу и на земле мир, людям Его благоволения! 2. Хвалим Тебя, благословляем Тебя, поклоняемся Тебе, славословим Тебя, благодарим Тебя, ибо велика Слава Твоя! 3. Господи Боже, Царь Небесный, Боже, Отче Всемогущий, Господи, Сын Единородный, Иисусе Христе, Господи Боже, Агнец Божий, Сын Отца, Берущий на Себя грехи мира, помилуй нас, Берущий на Себя грехи мира, прими молитву нашу, Сидящий одесную Отца, помилуй нас, ибо Ты один — Свят, Ты один — Господь, Ты один — Всевышний, Иисус Христос, со Святым Духом во славе Бога Отца! Аминь. |